# Ribeirão São Bartolomeu
O Ribeirão São Bartolomeu é um curso de água brasileiro localizado no estado de Minas Gerais que banha os municípios de Cabo Verde e Monte Belo. Sua nascente se encontra  na  zona rural de Cabo Verde a uma altitude aproximada de 1220 m.E sua foz está localizada na zona rural de Monte Belo. 
Às águas do ribeirão São Bartolomeu são usadas no abastecimento da cidade de Monte Belo. 